# 스트로베리 나이트 (영화)
《스트로베리 나이트》(일본어: ストロベリーナイト)는 일본에서 2013년 1월 26일에 개봉된 영화이다. 혼다 테츠야의 경찰 소설 시리즈 〈히메카와 레이코 시리즈〉를 원작으로 하는 후지 TV의 형사 드라마 《스트로베리 나이트》의 극장판 작품이다. 감독은 사토 유이치고 주연은 타케우치 유코이다.
본작은 히메카와 레이코 시리즈 중 제4작인 《인비저블 레인》을 원작으로 하지만, 드라마판과 마찬가지로 시리즈 제1작과 같은 《스트로베리 나이트》의 타이틀이다. PG12 지정 작품이다.
캐치프레이즈는 〈쏟아지는 괴로움은 사랑인가 광기인가――〉 〈히메카와반 마지막 사건〉.

## 기획·제작
드라마판의 최종회에 영화화가 발표되어, 2012년 5월 12일에 크랭크인해, 동년 6월 30일에 크랭크업했다.
영화화 즈음해서는, 드라마 팬 사이에 고조를 보이고 있던 히메카와·키쿠타의 연애 관계에, 마키타를 가세한 3자에 의한 삼각 관계를 전면에 내세워 각색 되었다. 원작 소설에서는 거의 등장하지 않는 키쿠타가 동작의 주요인물인 마키타와 어깨를 나란히 하는 존재감을 보여 니시지마의 연기에서도 성인 남자로서나 연애 감정의 표현을 강조하게 되었다.
감독 사토 유이치는 《인비저블 레인》의 원작 타이틀대로, 히메카와가 가지는 어둠을 비에 상징시켜 표현하기 위해, 거의 다 우천속에서 이야기가 진행된다고 하는 연출을 하기로 결정했다. 이 비를 내리는 연출을 위해 예산은 통상의 1.5배, 맑은 날에는 중지된다고 하는 어려운 촬영이 계속되었다. 또 영화 작품으로서 텔레비전에서는 필요하게 되는 설명적 묘사를 배제해, 보는 측에 상상을 맡겨 사람에 의해서 해석에 차이가 나는 찍는 방법을 의식했다고 한다.
클라이막스 장면은 시가지를 전면 봉쇄하는 것부터 도쿄 도내에서의 로케는 어렵고, 나고야시의 전면 협력에 의해 토요일과 일요일에 시의 도로를 봉쇄해, 물 50톤, 스탭 100명, 엑스트라 1일 150명, 하이 라이더 2대, 탱크차 5대, 차량 50대를 사용한 대규모 촬영을 했다.

## 개봉
전국 311 스크린으로 개봉되어, 2013년 1월 26, 27일의 첫날 2일간 흥행 수입 3억 1,793만 5,400엔, 동원 24만 1,095명이 되어, 영화 관객 동원 랭킹(흥행 통신사 조사)에 첫 등장 제1위가 되었다. 이 주말의 일본 관객 동원수에서 1위를 기록했지만, 흥행 수입에서의 1위는 지난주 일본 개봉 《테드》에 양보했다. 관객의 구성은 20대가 27.4%, 40대가 18.2%, 15 ~ 19세가 15.8%, 30대가 15.3%, 50대 14.2%, 남녀비는 32 대 68으로, 70%의 관객은 드라마판 혹은 배우의 팬인 것을 감상 동기에 들었다. 《피아》 조사에 의한 1월 25·26일의 영화 첫날 만족도 랭킹에서는 1위가 되었다.

## 출연

### 레귤러 캐스트
- 히메카와 레이코 - 타케우치 유코 (고교 시절:오카모토 아즈사〔회상〕)
- 키쿠타 카즈오 - 니시지마 히데토시
- 하야마 노리유키 - 코이데 케이스케
- 이시쿠라 타모츠 - 우카지 타카시
- 유다 코헤이 - 마루야마 류헤이 (칸쟈니∞)
- 코미네 카오루 - 타나카 요지
- 하야시 카즈히코 - 한카이 카즈아키
- 히메카와 미즈에 - 테즈카 사토미 〔목소리 출연〕
- 오오야마 사토시 - 나카바야시 타이키
- 토오야마 요시유키 - 이노우에 코우
- 쿠니오쿠 사다노스케 - 츠가와 마사히코
- 하시즈메 슌스케 - 와타나베 잇케이
- 쿠사카 마모루 - 엔도 켄이치
- 이마이즈미 하루오 - 타카시마 마사히로
- 이오카 히로미츠 - 나마세 카츠히사
- 카츠마타 켄사쿠 - 타케다 테츠야

### 영화판부터의 캐스트

#### 류자키조
- 마키타 이사오 - 오오사와 타카오
- 코바야시 미츠루 - 카네코 노부아키
- 미즈타니 지로 - 이부키 고로
- 시마모토 히데히코 - 카오 오사무
- 카와카미 요시노리 - 카네코 켄
- 후지모토 히데야 - 츠루미 싱고
- 류자키 카미야 - 이시바시 렌지

#### 경시청
- 와다 토오루 - 미우라 토모카즈 〔우정 출연〕
- 미야자키 신이치로 - 이마이 마사유키
- 카타야마 마사후미 - 시바 토시오
- 나가오카 세이지 - 타나카 테츠시

#### 야나이가(家)
- 야나이 켄토 - 소메타니 쇼타
- 야나이 치에 - 요코야마 미유키
- 야나이 아츠시 - 이이다 키스케
- 우치다 타카요 - 오카모토 레이
- 야나이 토모코 - 오오하시 타카코 〔사진〕

## 스태프
- 원작 - 혼다 테츠야 《인비저블 레인》
- 감독 - 사토 유이치
- 각본 - 타츠이 유카리, 하야시 마코토
- 음악 - 하야시 유키
- 영상 - 타카나시 켄
- 배급 - 토호

## 관련 상품
DVD·Blu-ray Disc
스트로베리 나이트 콜렉터즈 에디션 DVD·Blu-ray
2013년 7월 17일 발매. 발매원:후지 텔레비전, 판매원:포니캐년.
DVD·Blu-ray 둘 다 2매 세트 (본편+특전 디스크). 봉입 특전으로 포토 카드집과 프레스 시트 축소판, 특전 디스크에 스핀오프로 방송된 《스트로베리 미드나이트》와 메이킹 이벤트의 영상이 수록.
또한, 스핀오프 드라마 《스트로베리 나이트 애프터 더 인비저블 레인》의 DVD·Blu-ray도 같은 날에 발매되었다.

스트로베리 나이트 스탠더드 에디션 DVD·Blu-ray
발매일, 발매원 등 상기와 동일.
본편 디스크 1매 세트인 통상반.
서적
- 영화 《스트로베리 나이트》 오피셜 북 (2013년 1월 4일 발매, 코분샤) ISBN 978-4-334-87105-5

사운드트랙
- 영화 《스트로베리 나이트》 오리지널 사운드트랙 (2013년 1월 23일 발매, 포니캐년)